# Жутаи (река)
Жутаи́ (порт. Rio Jutaí) — река на западе Бразилии, в штате Амазонас, правый приток Амазонки.
Длина реки составляет около 1200 км, площадь водосбора — 60 000 км². Берёт начало и протекает целиком в пределах Амазонской низменности. Русло очень извилистое. Питание дождевое, средний расход воды составляет 2400 м³/с; сильные разливы происходят в период с марта по июнь. В низовье подпруживается паводковыми водами Амазонки. Судоходна в нижнем течении.